# ژوستین انه
ژوستین انه (با نام ژوستین انه هاردن طی سال‌های ۲۰۰۲ تا ۲۰۰۷)، (متولد ۱ ژوئن ۱۹۸۲) یک تنیسور حرفه‌ای بلژیکی است. انه در ۱۴ مه ۲۰۰۸ بازنشستگی سریع خود را از تنیس حرفه‌ای اعلام کرد در حالی که در آن زمان ۲۵ ساله بود و در ردهٔ اول تنیسورهای زن جهان قرار داشت. بیلی جین کینگ در مورد او گفته است: «انه بهترین تنیسور نسل خود بود.»
انه تا پیش از بازنشستگی اولیه‌اش ۴۱ عنوان تک‌نفره دبلیوتی‌ای را برد و رقم جوایز نقدی او بیش از ۱۹ میلیون دلار است. هفت مورد از این عنوان‌های تک‌نفره، گرند اسلم بودند؛ شامل چهار آزاد فرانسه، یک آزاد استرالیا و دو آزاد آمریکا. او همچنین دو مرتبه برندهٔ قهرمانی سونی اریکسون پایان فصل و نیز مدال طلای المپیک المپیک تابستانی ۲۰۰۴ را به‌دست آورده است. کارشناسان تنیس از قدرت روانی، کمال و تنوع بازی، سرعت دویدن و رقص پا و بک‌هند تک‌دست او (که جان مک‌انرو آن را بهترین بک‌هند یک‌دست در مردان و زنان توصیف کرده) به‌عنوان دلایل اصلی موفقیت او یاد می‌کنند.
در ۲۶ اوت ۲۰۰۹، چند ماه پس از بازنشستگی او، خبرگزاری‌ها از تصمیم احتمالی او برای بازگشت مجدد خبر دادند؛ با ذکر این نکته که انه برای انجام مسابقات نمایشی در اواخر ۲۰۰۹ آماده می‌شود.

## نحوهٰ بازی

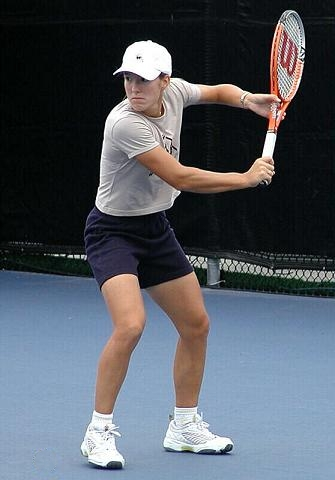
او قادر بود که بک‌هند خود را بدون هیچ اسپین، تاپ‌اسپین یا اسلایسی بزند و می‌توانست در هر جایی از زمین صاحب وینر شود.

در آزاد فرانسه ۲۰۰۷، مارتینا ناوراتیلووا گفت که «تهاجم انه حقیقتاً شگفت‌انگیز است … به نحوی شبیه این است که ما 'فدرر زن' داریم یا مردان 'ژوستین انهٔ مرد' دارند.
بک‌هند تک‌دست او که تا این زمان در تنیس زنان نادر بوده است یکی از قدرتمندترین و دقیق‌ترین‌ها در بازی تنیس بوده است. او قادر بود که بک‌هند خود را بدون هیچ اسپین، تاپ‌اسپین یا اسلایسی بزند و می‌توانست در هر جایی از زمین صاحب وینر شود. بک‌هند او به هنگام تبدیل به دراپ‌شات توانایی غافلگیری حریفان خود را داشت. بک‌هند اسلایسی او از بهترین‌ها در جهان بود. با این وجود فورهند انه عموماً به عنوان خطرناک‌ترین سلاح او به همراه ضربه‌ای که او برای تحمیل کردن بازی می‌نواخت به‌شمار می‌رفت. در دوران اوج خود، انه مرتب عنوان «winner heavy» را بالاتر از ۲۰ رتبهٔ اول تنیس از آن خود می‌کرد و بیشتر این وینرها، فورهندهای گراندستروک بودند. در هر یک از سه بازی آخر خود در آزاد آمریکای ۲۰۰۷، او بیش از هرکدام از حریفانش، وینر داشت: در یک‌چهارم نهایی در مقابل سرنا ویلیامز ۳۰–۱۷؛ در نیمه‌نهایی مقابل ونوس ویلیامز ۲۹–۲۶؛ و در فینال مقابل اسوتلانا کوزنتسووا ۲۵–۱۱.
گرچه انه جثه‌ای به نسبت کوچک داشت، اما سرویس او قوی بود و در سال ۲۰۰۵ در فمیلی سرکل کاپ، ۱۲۲ مایل در ساعت اندازه‌گیری شد (در حدود ۱۹۶ کیلومتر در ساعت).
استفاده از پا، بالانس و پوشش زمین (قابل توجه در زمین خاک رس) استثنایی بود و او در تبدیل بازی دفاعی به تهاجمی ماهر بود. انه همواره در مهارت‌های والی عملکرد خوبی داشت و از سرو-اند-والی خصوصاً طی نزدیک شدن به روزهای پایانی بازی خود با تناوب بیشتری استفاده می‌کرد.

## زندگی شخصی
ژوستین انه در لیژ به دنیا آمد. پدر او خوزه انه است؛ مادر او، فرانکوس روزیره، یک معلم فرانسه و تاریخ بود که وقتی ژوستین ۱۲ سال داشت فوت کرد. او دو برادر (دیوید و توماس) و یک خواهر (سارا) دارد. او یک خواهر بزرگ‌تر نیز داشت که پیش از تولد ژوستین در یک حادثهٰ رانندگی مرد.
در دوسالگی ژوستین، خانوادهٔ او به خانه‌ای در رشفر که در کنار یک باشگاه تنیس محلی قرار داشت نقل مکان کردند و انه برای اولین بار در آن‌جا تنیس بازی کرد. در شش‌سالگی انه به باشگاه تنیس ساینی پیوست و مربیانش به سرعت متوجه استعداد او در تنیس شدند. او نسبت به سایر بچه‌ها در دوره‌های آموزشی برتری داشت و به طرز قابل توجهی جاه‌طلب و بلندهمت بود.
مادرش به‌طور مرتب او را برای دیدن رقابت‌های آزاد فرانسه به فرانسه می‌برد. انه فینال سال ۱۹۹۲ را در حالی که شخص ایده‌آلش یعنی استفی گرف و مونیکا سلش در آن حضور داشتند دید. گرچه گرف مغلوب شد اما این تجربه بر انه تأثیر گذاشت و به مادرش گفت: «یک روز من در آن‌جا بازی می‌کنم و خواهم برد.»
در ۱۹۹۵، بعد از مرگ مادرش، انه با مربی خود، کارلوس رودریگز که تا پایان حرفه‌اش او را هدایت می‌کرد ملاقات کرد. پس از یک مشاجره میان ژوستین و پدرش در مورد حرفهٔ تنیس او و رابطه‌اش با پیر-یس هاردن، به زودی رودریگوئز نه تنها مربی بلکه به طرز مشابهی به یک پدر دوم برای ژوستین تبدیل شد.
در نوامبر ۲۰۰۲، هنین با پیر-یس در Château de Lavaux-Sainte-Anne ازدواج کرد. در ۴ ژانویهٔ ۲۰۰۷، انه از تورنمنت‌های بعدی در استرالیا شامل آزاد استرالیا به دلایل شخصی کناره‌گیری کرد. بسیاری از خبرگزاری‌ها از قصد او برای طلاق خبر دادند. بعداً او در وبگاه رسمی خود، خبر جدایی از شوهرش را تأیید کرد. همچنین او به نام خود پیش از ازدواج، ژوستین انه، به جای ژوستین انه هاردن بازگشت.
طلاق او و حادثهٔ رانندگی خطرناک برادر بزرگش کمک کرد تا کدورت‌ها برای تماس مجدد با خانواده‌اش رفع شود. در آزاد فرانسه ۲۰۰۷ برادران و خواهر او برای اولین بار طی دوران حرفه‌ای او به دیدن بازی او رفتند. در ۳۰ نوامبر ۲۰۰۷، انه آکادمی تنیس خود را با نام «Club Justine N1» (در فرانسوی، «N1» به مانند «انه» تلفظ می‌شود)